# لانکاو
لانکاو (به آلمانی: Lankau) یک شهر در آلمان است که در هرتسوگتوم لاونبورگ واقع شده‌است.
 لانکاو  ۴۷۶ نفر جمعیت دارد.